# Liste der Träger des Bayerischen Verdienstordens/H

## H
1. Dieter Haack (* 1934), Bundesminister a. D., MdB (verliehen am 25. Juni 1981)
2. Hermann Haage (1912–1970), Transportunternehmer, MdB (verliehen am 5. Juni 1968)
3. Hermann Haagen, Ministerialdirektor a. D. (verliehen am 8. Juni 1970)
4. Dietrich Haarer (* 1938), em. Ordinarius für Experimentalphysik an der Universität Bayreuth (verliehen am 5. Juli 2006)
5. Alban Haas, Präsident a. D. (verliehen am 8. Juni 1970)
6. Albrecht Haas (1906–1970), Bayerischer Staatsminister der Justiz a. D. (verliehen am 15. Dezember 1959)
7. Franz Haas (1904–1989), Bürgermeister a. D. (verliehen am 15. Januar 1962)
8. Joseph Haas (1879–1960), Komponist (verliehen am 3. Juli 1959)
9. Alfred Haase (1903–1972), Vorstandsvorsitzender der Allianz (verliehen am 5. Juni 1968)
10. Horst Haase (1933–2019), ehem. MdB (verliehen am 18. Juni 1975)
11. Lothar Haase (1923–2013), MdB (verliehen am 25. Juni 1981)
12. Karl Haaser (1912–2004), Rechtsanwalt (verliehen am 9. Juni 1969)
13. Josef Habbel († 1974), Verleger, Stadtrat (verliehen am 13. Januar 1964)
14. Wolfgang R. Habbel (1924–2014), Vorstandsvorsitzender Audi/NSU (verliehen am 24. Juni 1982)
15. Wolfgang Haber (* 1925), Biologe (verliehen am 30. Mai 1973)
16. Anton Haberl, Schreinermeister (verliehen am 15. Dezember 1969)
17. Ferdinand Haberl (1906–1985),  (verliehen am 8. Juni 1972)
18. Friedrich Haberl, Präsident des Verbandes des Kraftfahrzeuggewerbes Bayern e.V., ehem. MdB, Konsul (verliehen am 8. Juni 1977)
19. Peter Häberle (* 1934), emer. Ordinarius für Öffentliches Recht, Rechtsphilosophie und Kirchenrecht an der Universität Bayreuth (verliehen am 11. Juli 2007)
20. Hans Habermann, Direktor (verliehen am 21. Mai 1974)
21. Rolf Habermann, (verliehen am 22. Juli 2019)
22. Therese Habersetzer, Hausfrau (verliehen am 21. Juni 1976)
23. Josef Habisreutinger, Oberstudiendirektor a. D. (verliehen am 17. Mai 1963)
24. Christa Habrich (1940–2013), Extraordinaria für Geschichte der Medizin und Pharmazie an der Ludwig-Maximilians-Universität München, Direktorin des Deutschen Medizinhistorischen Museums (verliehen am 12. Juli 2004)
25. Siegfried Häfner, Oberstudiendirektor (verliehen am 9. Juni 1969)
26. Hans Halblitzel, Architekt (verliehen am 8. Juni 1977)
27. Otto Habsburg-Lothringen (1912–2011), Präsident der Paneuropaunion (verliehen am 21. Juni 1976)
28. Walther J. Habscheid (1924–2015), (verliehen am 30. Mai 1973)
29. Ernst Häckel, ehem. Direktor (verliehen am 16. Juni 1971)
30. Kurt W. Hackel, Leitender Direktor (verliehen am 12. Juni 1980)
31. Eberhard Hackensellner, Generalmajor a. D., Kommandeur der 1. Gebirgsdivision a. D. (verliehen am 30. Juni 1983)
32. Ernst Häcker, Vorstandsmitglied (verliehen am 25. Juni 1981)
33. Christine Hacker, Stadträtin (verliehen am 10. Oktober 2012)
34. Helmut Hacker, Journalist (verliehen am 21. Mai 1974)
35. Max Hackl, Vizepräsident der IHK für München und Oberbayern (verliehen am 8. Juni 1978)
36. Ingeborg Haeckel, Studiendirektorin a. D. (verliehen am 21. Mai 1974)
37. Jürgen Haerlin, Tabaluga Kinderstiftung (verliehen am 12. Juli 2017)
38. Kurt Haertel (1910–2000), Präsident des Deutschen Patentamts a. D. (verliehen am 30. Mai 1973)
39. Adolf Härtl (1926–1976), Kaufmann, Mitglied des Bayerischen Landtags (verliehen am 9. Juni 1969)
40. Paul Hafen, Präsident a. D. (verliehen am 17. November 1966)
41. Franz Xaver Hafner (1912–1993), Landrat a. D. (verliehen am 13. Dezember 1965)
42. Horst Hagedorn (1933–2018), em. Ordinarius für Geografie an der Julius-Maximilians-Universität Würzburg (verliehen am 20. Juni 2001)
43. Georg Hagen (1887–1958), Vizepräsident des Bayerischen Landtags (verliehen am 20. Juni 1958)
44. Lorenz Hagen (1885–1965), Vorsitzender des Bezirks Bayern des DGB (verliehen am 20. Juni 1958)
45. Alma Hagenbucher (1922–2012), Unternehmerin (verliehen 1994)
46. Maria Hagengruber, Hausfrau (verliehen am 10. Oktober 2012)
47. Karl-Friedrich Hagenmüller (1917–2009), Vorstandsmitglied (verliehen am 20. Juni 1979)
48. Ludwig Hagn, Gastronom, Präsident des Bayerischen Hotel- und Gaststättenverbandes e.V., Vizepräsident der Industrie- und Handelskammer für München und Oberbayern (verliehen am 12. Juli 2004)
49. Georg Hagn-Sternecker, Landeshauptmann der Gebirgsschützen a. D. (verliehen am 30. Mai 1973)
50. Hans Hahl (1906–1984), Direktor (verliehen am 8. Juni 1970)
51. Paul G. Hahnemann (1912–1997), (verliehen am 8. Juni 1970)
52. Klaus Hahnzog (1936–2025), Landtagsabgeordneter (verliehen am 20. Juni 2001)
53. Hans Haibel (* 1931), Präsident der IHK für Augsburg und Schwaben, Direktor (verliehen am 30. Juni 1983)
54. Georg Haindl (1914–1970), Persönlich haftender Gesellschafter (verliehen am 15. Dezember 1959)
55. Georg Haindl, Unternehmer (verliehen am 10. Oktober 2012)
56. Manfred Haidl, ehem. Professor für Pädagogik im Fachbereich soziale Arbeit der Universität Bamberg (verliehen am 10. Oktober 2012)
57. Herbert Hainer (* 1954), Vorsitzender des Vorstands der adidas AG (verliehen am 20. Juli 2011)
58. Andreas Haisch (1901–1969), ehem. MdL (verliehen am 9. Mai 1961)
59. Hermann Haisch (1938–2019), Landrat (verliehen am 20. Juni 2001)
60. Max Halbe, Direktor (verliehen am 6. Juni 1966)
61. Alfons Halbig, Bürgermeister, Steinbildhauer (verliehen am 7. Dezember 1964)
62. Karl Halbig (1914–1987), Präsident der Handwerkskammer für Mittelfranken, Senator (verliehen am 12. Juni 1980)
63. Cornelia Halder, Deutsches Down-Syndrom-Info-Center (verliehen am 12. Juli 2017)
64. Reinhard Haller (* 1937), Lehrer, Hochschullehrer und Volkskundler (verliehen am 12. Juli 2004)
65. Doris Hallermayer, Stellvertretende Vorsitzende des Sozialdienstes katholischer Frauen des Landesverbandes Bayern (verliehen am 17. Dezember 2014)
66. Ingeborg Hallstein (* 1936), Bayerische Kammersängerin (verliehen am 7. Juli 1999)
67. Walter Hallstein (1901–1982), Präsident der Internationalen Europäischen Bewegung, ehem. MdB (verliehen am 14. Mai 1965)
68. Peter Halm, Direktor der Graphischen Sammlung (verliehen am 18. November 1960)
69. Johann Halmbacher, Heimatforscher (verliehen am 20. Juni 1985)
70. Günther Maria Halmer (* 1943), Schauspieler (verliehen am 8. Juli 2021)
71. Karl Ritter von Halt (1891–1964), Präsident des NOK (verliehen am 3. Juni 1961)
72. Thomas Hambach (* 1962), Kommandeur des Landeskommandos Bayern (verliehen am 5. Juli 2023)
73. Peter Hamberger, Unternehmer (verliehen am 20. Juni 2001)
74. Erwin Hamm (1909–2008), ehem. Stadtrat (verliehen am 30. Mai 1973)
75. Alfons Hammerl, Verbandsgeschäftsführer (verliehen am 18. Juni 1975)
76. Gabriele Hammermann (* 1962), Historikerin, Leiterin der KZ-Gedenkstätte Dachau (verliehen am 8. Juli 2021)
77. Marion Hanauer, Hausfrau (verliehen am 21. November 1977)
78. Rudolf Hanauer (1908–1992), ehem. Präsident des Bayerischen Landtags (verliehen am 12. Juni 1960)
79. Bernd Händel (* 1956), Kabarettist (verliehen am 22. Juli 2019)
80. Felicitas Hanne Geschäftsführerin der AtemReich GmbH München (verliehen am 14. Oktober 2015)
81. William H. Hanseler junior, Installateur (verliehen am 19. Juni 1986)
82. Norbert Handwerk, Generalkonsul, Vorsitzender des Bayerischen Werbefachverbands (verliehen am 16. Juni 1971)
83. Rudolf Handwerker (1944–2024), Landrat des Landkreises Haßberge (verliehen am 10. Oktober 2012)
84. Eberhard Hanfstaengl (1886–1973), Generaldirektor der Bayer. Staatsgemäldesammlung (verliehen am 3. Juli 1959)
85. Fritz von Haniel-Niethammer (1895–1977), Land- und Forstwirt (verliehen am 5. Juni 1968)
86. Dieter Hanitzsch (* 1933), Karikaturist, München (verliehen 2007)
87. Ruprecht Hannemann (1912–2003), Präsident der Föderation Europäischer Parkettverbände (verliehen am 4. Juli 1991)
88. Johannes Hanselmann (1927–1999), Landesbischof der Evangelisch-Lutherischen Kirche in Bayern (verliehen am 8. Juni 1977)
89. Ludwig Häring, ehem. Direktor der Akademie für Lehrerfortbildung und Personalführung (verliehen am 20. Juni 2001)
90. Philipp Häring, Direktor a. D. (verliehen am 14. Mai 1965)
91. Hildegard Härle, Schwester (verliehen am 21. Juni 1976)
92. Herbert Härlein (1928–1996), Präsident der Rechtsanwaltskammer Nürnberg (verliehen am 16. Juli 1987)
93. Fritz Harrer (1930–2019), Bürgermeister, ehem. MdL (verliehen am 12. Juni 1980)
94. Franz Hart (1910–1996), (verliehen am 21. Mai 1974)
95. Illuminata Hart, Schwester, Direktorin (verliehen am 16. Juli 1987)
96. Anja Harteros (* 1972), Opernsängerin (verliehen am 27. Juni 2018)
97. Hermann Harth, Vorsitzender des Landeskartells Bayern im Christlichen Gewerkschaftsbund (verliehen am 9. Juni 1969)
98. Victor Harth, Facharzt (verliehen am 8. Juni 1977)
99. Michael Hartig, Prälat (verliehen am 15. Dezember 1959)
100. Andreas Hartinger, Steuerrat (verliehen am 8. Juni 1978)
101. Josef Hartinger (1893–1984), Staatssekretär a. D. (verliehen am 9. Mai 1961)
102. Franz Hartl (Händler), Großhändler (verliehen am 5. Juni 1968)
103. Raphaela Händler Ordensschwester, Frauenärztin (verliehen am 14. Oktober 2015)
104. Gregor Hartl (1902–1980), Landrat a. D. (verliehen am 13. Dezember 1965)
105. Stephan Hartl, Direktor der Bayerischen Milchversorgung (verliehen am 30. Mai 1973)
106. Hermann Hartlaub, Bauunternehmer (verliehen am 9. Mai 1961)
107. Adolf Hartmann (1900–1972), Maler (verliehen am 13. Dezember 1959)
108. Eduard Hartmann (1904–1966), Bundesminister a. D. (verliehen am 19. November 1960)
109. Franz Xaver Hartmann, Rektor a. D. (verliehen am 7. Dezember 1964)
110. Georg Hartmann (1891–1972), Staatsintendant (verliehen am 7. Dezember 1964)
111. Karl Hartmann, Ministerialdirigent a. D. (verliehen am 21. Mai 1974)
112. Karl Amadeus Hartmann (1905–1963), Komponist (verliehen am 15. Dezember 1959)
113. Renate Hartmann (* 1932), Vorsitzende des Caritas-Verbandes für den Stadt- und Landkreis Bayreuth, Stadträtin (verliehen am 4. Juli 1991)
114. Rudolf Otto Hartmann (1900–1988), Intendant der Bayerischen Staatsoper (verliehen am 3. Juli 1959)
115. Karl Hartmüller, Rechtsanwalt (verliehen am 17. Mai 1963)
116. Erich Hartstein, Redakteur (verliehen am 8. Juni 1972)
117. Edeltraud Harzmann, Auslandsreferentin des Bayerischen Bauernverbandes (verliehen am 8. Juni 1970)
118. Michael Häsch (1930–2012), Bürgermeister und Senator (verliehen am 4. Juli 1991)
119. Wolfgang Hasselkus, Arzt, Seniorenbeauftragter, langjährig für humanitäre Hilfe (Myanmar und Thailand) tätig (verliehen am 27. Juni 2018)
120. Josef Hasenfuß (1901–1983), (verliehen am 8. Juni 1972)
121. Wilfried Haslauer (1926–1992), Landeshauptmann (verliehen am 20. Juni 1979)
122. Heinrich Hasselbach,  (verliehen am 13. Januar 1964)
123. Gerda Hasselfeldt (* 1950), Bundestagsabgeordnete, Bundesministerin a. D. (verliehen am 20. Juni 2001)
124. Manfred Hättich (1925–2003), Akademiedirektor (verliehen am 28. Juni 1984)
125. Motozo Hattori, ehem. Aufsichtsratsvorsitzender (verliehen am 22. Juni 1967)
126. Ernst Hatz (1878–1965), geschäftsführender Gesellschafter (verliehen am 12. Juni 1980)
127. Oskar Hatz, Chefredakteur (verliehen am 8. Juni 1972)
128. Karl Hatzold, Vorstandsvorsitzender (verliehen am 25. Juni 1981)
129. Josef Haufellner, Bezirkstagspräsident (verliehen am 13. Dezember 1965)
130. Hans Hauffe, Rechtsanwalt, Schriftsteller (verliehen am 14. Mai 1965)
131. Herbert Hauffe (1914–1997), Architekt, ehem. MdB (verliehen am 14. Mai 1965)
132. Otto Haupt (1887–1988), (verliehen am 17. Mai 1963)
133. Walter Haupt (1935–2023), Komponist, Dirigent und Regisseur (verliehen am 17. Dezember 2014)
134. Karl Hauptmannl (1918–1993), Stadtschulrat a. D., ehem. MdS (verliehen am 8. Juni 1978)
135. Margarete Hausenstein, Ehrenpräsidentin der Deutschen Gesellschaft Teilhard de Chardin (verliehen am 4. Juli 1991)
136. Ernst Hauser, Gymnasialprofessor a. D. (verliehen am 19. Juni 1986)
137. Hansgeorg Hauser (1943–2021), Vorsitzender des Aufsichtsrats der Rummelsberger Anstalten der Inneren Mission e. V., Parlamentarischer Staatssekretär a. D. (verliehen am 14. Oktober 2015)
138. Maximiliane Hauser, Bundesinnungsmeisterin (verliehen am 21. Juni 1976)
139. Theresia Hauser, ehem. Referentin (verliehen am 19. Juni 1986)
140. Heinz Haushofer (1906–1988), (verliehen am 23. Juni 1962)
141. Gerd Häusler (* 1951), ehemaliger Vorstandsvorsitzender und Aufsichtsratsvorsitzender der Bayerischen Landesbank (verliehen am 27. Juni 2018)
142. Heinz Hausmann (* 1941), Diözesansekretär i. R., Mitglied des Bayerischen Landtags 1990–2003 und 2008 (verliehen am 17. Dezember 2014)
143. Josef Hausner, Präsident des Obersten Rechnungshofs a. D. (verliehen am 13. Januar 1964)
144. Philipp Hausser, Arzt (verliehen am 19. Juni 1986)
145. Karl Häussler, ehem. MdL (verliehen am 19. Juni 1986)
146. Ernst Häussner, Vorstand der Städtischen Sparkasse Würzburg (verliehen am 18. Juni 1975)
147. Theodor Hauth, Oberlandesgerichtspräsident a. D. (verliehen am 7. Dezember 1964)
148. Reinhard Hautmann, ehem. geschäftsführender Direktor des Klinikums Forchheim (verliehen am 13. Juli 2016)
149. Gertraud Hawranek, Geschäftsführende Gesellschafterin der C. Kreul GmbH & Co. KG (verliehen am 29. Juli 2010)
150. Gustav Haydn (1900–1995), Präsident der Handwerkskammer für Niederbayern-Oberpfalz, Senator (verliehen am 9. Mai 1961)
151. Hans Hebel, Bauunternehmer (verliehen am 18. Juni 1975)
152. Josef Hebel (1894–1972), Bauunternehmer (verliehen am 8. Juni 1970)
153. Georg Heberer (1920–1999), Klinikdirektor (verliehen am 20. Juni 1985)
154. Jakob Hecht, Verwaltungspräsident (verliehen am 16. Dezember 1960)
155. Heinz Heck (1894–1982), Direktor a. D. (verliehen am 13. Januar 1964)
156. Dieter Heckel (1938–2016) ehem. MdL (verliehen 1998)
157. Theodor Heckel (1894–1967), Dekan (verliehen am 3. Juli 1959)
158. Theodor Heckel, Dekan (verliehen am 8. Juni 1977)
159. Edgar Heckelmann, Generalkonsul (verliehen am 22. Juni 1967)
160. Annemarie Hecker (* 1940), Landtagsabgeordnete 1986 bis 1994 und 1998 bis 2003
161. Peter Hecker (1899–1989), Landrat a. D., Bezirkstagspräsident a. D. (verliehen am 15. Dezember 1969)
162. Rainer Hecker, Vorsitzender des Aufsichtsrates der Loewe AG Mannheim (verliehen am 9. Juli 2009)
163. Ingrid Heckner (* 1950), Landtagsabgeordnete seit 2003 Berufsschullehrerin (verliehen am 17. Dezember 2014)
164. Hermann Hecky, stellvertretender Landesvorsitzender des Bundes der Kriegsblinden (verliehen am 19. Juni 1986)
165. Oswald Hederer, Wissenschaftlicher Rat (verliehen am 18. Juni 1975)
166. Johannes Heesters (1903–2011), Schauspieler, Sänger (verliehen am 28. Juni 1984)
167. Hans Hege, Domänenpächter (verliehen am 1. Februar 1965)
168. Gerd Hegemann (1912–1999), Chirurg (verliehen am 18. Juni 1975)
169. Robert Heger (1886–1978), Bayerischer Staatskapellmeister (verliehen am 3. Juli 1959)
170. Werner Heger, 1. Vorsitzender des Blauen Kreuzes Ortsverein München (verliehen am 3. Juli 2013)
171. Heinz-Gerd Hegering (* 1943), ehem. Ordinarius für Informatik an der Ludwig-Maximilians-Universität München, ehem. Vorsitzender des Direktoriums des Leibniz-Rechenzentrums der Bayerischen Akademie der Wissenschaften (verliehen am 9. Juli 2009)
172. Sascha Hehn (* 1954), Schauspieler (verliehen am 5. Juli 2023)
173. Leonhard Heiden (1919–1999), ehem. MdL (verliehen am 21. Mai 1974)
174. Walter Heidl (* 1959), Landwirt und Präsident des Bayerischen Bauernverbandes (verliehen am 8. Juli 2021)
175. Hans Heigert (1925–2007), leitender Redakteur (verliehen am 21. Mai 1974)
176. Ludwig Heigl, Ministerialdirektor a. D. (verliehen am 8. Juni 1972)
177. Julius Heil, ehem. Direktor (verliehen am 15. Dezember 1959)
178. Josef Heiler (1920–2009), MdL (verliehen am 20. Juni 1985)
179. Hermann C. Heilmaier, Verleger  (verliehen am 8. Juni 1970)
180. Georg Heilmann (1892–1981), Ministerialdirektor a. D. (verliehen am 23. Juni 1962)
181. Xaver Heilmannseder, Vorsitzender des Bayerischen Hotel- und Gaststättenverbandes (verliehen am 13. Januar 1964)
182. Ernst Heim, Verbandsvorsitzender (verliehen am 9. Mai 1961)
183. Werner Heimes, Hauptgeschäftsführer i. R. (verliehen am 8. Juni 1972)
184. Joseph Heindl, Domkapitular (verliehen am 17. Mai 1963)
185. Edmund Heinen (1919–1996), Professor für Betriebswirtschaftslehre (verliehen am 8. Juni 1988)
186. Friederike Heinle, Landesvorsitzende der Bayerischen Hausfrauenvereinigung des Katholischen Deutschen Frauenbundes (verliehen am 21. Mai 1974)
187. Rolf Heinlein,  (verliehen am 8. Juni 1978)
188. Artur Heinrich (1904–1975), ehem. MdL (verliehen am 7. Dezember 1964)
189. Horst Heinrich (1938–2002), Mitglied des Bayerischen Landtags (verliehen am 4. Juli 1991)
190. Paulus Heinz (1914–1995), Abt i. R. (verliehen am 21. Mai 1974)
191. Paul Heisel, Vorstandsmitglied der Farbwerke Hoechst (verliehen am 13. Januar 1964)
192. Werner Heisenberg (1901–1976),  (verliehen am 9. Mai 1961)
193. Ernst Heiss (1894–1965), Arzt (verliehen am 17. Mai 1963)
194. Ernst Friedrich Heiss, Diakon, Geschäftsführer Innere Mission (verliehen am 25. Juni 1981)
195. Rudolf Heiss (1903–2009), (verliehen am 30. Mai 1973)
196. Volker Heißmann (* 1969), Komödiant, Schauspieler und Theaterdirektor (verliehen am 27. Juni 2018)
197. Hans Heitzer, Vorstandsvorsitzender (verliehen am 18. Juni 1975)
198. Wilhelm Heitzer, Abteilungsleiter beim DGB-Landesbezirk Bayern (verliehen am 21. Juni 1976)
199. Hans Heiwik, Chefredakteur (verliehen am 21. Mai 1974)
200. Albert Heizer, Rechtsanwalt, Altbürgermeister (verliehen am 13. Dezember 1965)
201. Hans Martin Helbich, Generalsuperintendent (verliehen am 14. Mai 1965)
202. Helmine Held (1916–2002), ehem. Generaloberin des BRK (verliehen am 23. Juni 1962)
203. Josef Held, Landrat a. D. (verliehen am 23. Juni 1962)
204. Joseph Held, Verleger (verliehen am 13. Januar 1964)
205. Leonhard Held (1893–1967), Senator, Baumeister (verliehen am 13. Januar 1964)
206. Philipp Held (1911–1993), Staatsminister a. D. (verliehen am 3. Juli 1959)
207. Andreas Heldrich (1935–2007), em. Ordinarius für Bürgerliches Recht, Rechtsvergleichung und Internationales Privatrecht und ehem. Rektor der Ludwig-Maximilians-Universität München (verliehen am 17. Juli 2003)
208. Theodor Hellbrügge (1919–2014), Direktor des Kinderzentrums München (verliehen am 8. Juni 1978)
209. Martha Helldorfer, ehem. Frauenreferentin beim VdK Bayern (verliehen am 20. Juni 1985)
210. Josef Hellerbrand, Generaldirektor a. D. (verliehen am 21. Mai 1974)
211. Karl Max von Hellingrath (1905–1977), Präsident a. D. (verliehen am 7. Dezember 1964)
212. Michael Helmerich (1885–1974), Staatsminister a. D. (verliehen am 3. Juli 1959)
213. Josef Helmschrott (1915–2005), ehem. MdL (verliehen am 14. Mai 1965)
214. Antoine Helou, Direktor (verliehen am 30. April 1969)
215. Georg Hemmerlein (1913–2003), Bürgermeister, ehem. MdL (verliehen am 16. Juni 1971)
216. Baptist Hempfling (1918–2017), ehem. MdL, ehem. Bürgermeister (verliehen am 13. Januar 1964)
217. Walter Hendriock, Direktor, Oberingenieur (verliehen am 21. Mai 1974)
218. Günther Henle (1899–1979), Teilhaber der Firma Klöckner (verliehen am 15. Juli 1964)
219. Wilhelm Henle, Ministerialdirigent a. D. (verliehen am 21. Juni 1976)
220. Ernst Henne (1904–2005), Unternehmer (verliehen am 8. Juni 1972)
221. Arthur Hennig, Maschinenschlosser i. R. (verliehen am 8. Juni 1978)
222. Norbert Hennig, Arzt (verliehen am 13. Dezember 1965)
223. Leonhard Henninger, Kirchenrat (verliehen am 13. Dezember 1965)
224. Dieter Henrich (* 1930), ehem. Präsident der Universität Regensburg (verliehen am 8. Juni 1978)
225. Dieter Henrich (1927–2022), em. Ordinarius für Philosophie an der Ludwig-Maximilians-Universität München (verliehen am 17. Juli 2003)
226. Franz Henrich (1931–2021), Prälat, Direktor der Katholischen Akademie in Bayern (verliehen am 20. Juni 1985)
227. Helmut Henrichs (1907–1975), ehem. Staatsintendant (verliehen am 16. Juni 1971)
228. Ernst Hense, Arzt (verliehen am 7. Dezember 1964)
229. Heinz Henseler (1885–1968), Agrarwissenschaftler und Tierzüchter (verliehen am 6. Juni 1966)
230. Josef Henselmann (1898–1987), Bildhauer (verliehen am 20. Juni 1958)
231. Franz Josef Ritter Hentschel von Gilgenheimb, ehem. Landesbeauftragter der Malteser (verliehen am 20. Juni 1979)
232. Ernst Hepp (1878–1968), geheimer Regierungsrat, Richter a. D. (verliehen am 9. Mai 1961)
233. Karl Herbst, Rechtsanwalt (verliehen am 30. Mai 1973)
234. Friedrich Herdan (* 1943), Unternehmer (verliehen am 12. Juli 2017)
235. Hans Herdlein (1928–2017), ehem. Präsident der Genossenschaft Deutscher Bühnen-Angehöriger (verliehen am 20. Juli 2011)
236. Anton Hergenröder (1910–1995), Bezirkstagspräsident a. D. (verliehen am 7. Dezember 1964)
237. Hermann Hergt, Regierungsdirektor a. D. (verliehen am 14. Mai 1965)
238. Bernd Hering (1946–2015), Landrat  (verliehen am 9. Juli 2009)
239. Hans Herold (* 1955), Betriebswirt und Politiker (verliehen am 14. März 2022)
240. Karl Herold (1921–1977), Staatssekretär a. D. (verliehen am 14. Mai 1965)
241. Sabine Herold (* 1963), Unternehmerin (verliehen am 8. Juli 2021)
242. Werner Herold, Vorsitzender des Landesverbandes Bayern der Vereinigung der Kehlkopflosen, Vizepräsident des Bundesverbandes der Kehlkopflosen (verliehen am 12. Juli 2004)
243. Astrid Herold-Majumdar,  Professorin für angewandte Pflegewissenschaft der Hochschule München (verliehen am 8. Juli 2021)
244. Franz Herre (* 1926), ehem. Chefredakteur (verliehen am 20. Juni 1985)
245. Rudolf Herrgen, Präsident der Bayerischen Versicherungskammer (verliehen am 15. Januar 1962)
246. Albert Herrlich, Arzt (verliehen am 17. Mai 1963)
247. Hans Herrmann, Justizrat, Notar a. D. (verliehen am 21. Mai 1974)
248. Florian Herrmann (* 1971), Landtagsabgeordneter, Staatsminister, Leiter der Bayerischen Staatskanzlei (verliehen am 13. Oktober 2022)
249. Joachim Herrmann (* 1956), Landtagsabgeordneter, Bayerischer Staatsminister des Innern (verliehen am 5. Juli 2006)
250. Johannes Herrmann (1918–1987), Rektor der Universität Erlangen-Nürnberg (verliehen am 9. Juni 1969)
251. Karl Herrmann, Präsident der Luftrettungsstaffel Bayern (verliehen am 27. Juni 2018)
252. Wolfgang A. Herrmann (* 1948), Ordinarius für Anorganische Chemie, Hochschulreformer, Präsident der TU München (verliehen am 11. Juli 2007)
253. Annelies Herrmann-Kupper, Kammersängerin (verliehen am 3. Juli 1959)
254. Annie Hertinger, Mitbegründerin des Sozialdienstes (verliehen am 8. Juni 1977)
255. Rudolf Hertinger, Oberstudienrat a. D. (verliehen am 21. Mai 1974)
256. Georg Hertle, Chefredakteur (verliehen am 12. Juni 1980)
257. Hans-Heinrich Herwarth von Bittenfeld (1904–1999), Staatssekretär a. D., ehem. Präsident des Goethe-Instituts (verliehen am 13. Januar 1964)
258. Josef Herz (* 1939), Agrarwissenschaftler (verliehen 2003)
259. Friedrich-Franz Herzog, Senator, Generaldirektor der National-Registrierkassen Deutschland (verliehen am 21. Mai 1974)
260. Thomas Herzog (* 1941), Architekt, ehem. Inhaber des Lehrstuhls für Gebäudetechnologie an der Technischen Universität München (verliehen am 13. Juli 2016)
261. Johanna Freiin von Herzogenberg, Schriftstellerin (verliehen am 19. Juni 1986)
262. Anita Hess, Hausfrau (verliehen am 24. Juni 1982)
263. Eduard Hess, Präsident der Handwerkskammer Coburg (verliehen am 13. Januar 1964)
264. German Hess, Pater, Vikar im Franziskanerkloster (verliehen am 8. Juni 1978)
265. Heinz Hess, Gutsbesitzer (verliehen am 20. Juni 1979)
266. Rudolf Hess, Bauingenieur, Fabrikant (verliehen am 21. Juni 1976)
267. Wilhelm Hess, Generalmajor a. D.  (verliehen am 9. Juni 1969)
268. Ludwig Hessdorfer, Präsident des Bundesfinanzhofs a. D. (verliehen am 16. Januar 1961)
269. Richard Hesse, Sprengmeister (verliehen am 21. Juni 1976)
270. Benno Hettlage, Unternehmer (verliehen am 21. Juni 1976)
271. Philipp Hettrich (1900–1973), Bürgermeister, Landwirt (verliehen am 15. Januar 1962)
272. Karl Hetzel (1920–1972), (verliehen am 7. Dezember 1964)
273. Rudolf Hetzer, Direktor (verliehen am 8. Juni 1972)
274. Wolfgang Heubisch (* 1946), Bayerischer Staatsminister für Wissenschaft, Forschung und Kunst a. D. (verliehen am 17. Dezember 2014)
275. Franz Heubl (1924–2001), Präsident des Bayerischen Landtags, Staatsminister a. D. (verliehen am 16. Januar 1961)
276. Walter Heubl (1918–2002), Generalkonsul, Fabrikant (verliehen am 8. Juni 1972)
277. Theodor Heublein, Landrat a. D., Hauptlehrer a. D. (verliehen am 13. Dezember 1965)
278. Sigrid Heuck (1932–2014), Schriftstellerin (verliehen 1994)
279. Alfred Heueck, Journalist (verliehen am 30. Mai 1973)
280. Emmanuel Maria Heufelder (1898–1982), Abt (verliehen am 14. Mai 1965)
281. Karl Heunn, Oberkirchenrat (verliehen am 24. Juni 1982)
282. Hedda Heuser-Schreiber (1926–2007), Präsidentin des Deutschen Ärztinnenbundes, Journalistin, ehem. MdB (verliehen am 19. Juni 1986)
283. Friedrich August Freiherr von der Heydte (1907–1994), (verliehen am 21. Mai 1974)
284. Max Heynen, Fabrikant (verliehen am 12. Juni 1980)
285. Hans Hibler (1933–2023), Bergretter, Masseur und Chiropraktiker (verliehen am 12. Juni 1980)
286. Stefanie Hickl, ehem. Rektorin (verliehen am 16. Juli 1987)
287. Adolf Hieber (1898–1977), Bürgermeister a. D. (verliehen am 15. Dezember 1959)
288. Walter Hieber (1895–1976) (verliehen am 6. Juni 1966)
289. Otto Hiebl (verliehen am 20. Juni 1979)
290. Erwin Hielscher (1898–1971), Senator, Stadtkämmerer (verliehen am 9. Mai 1961)
291. Rudolf Josef Hierl (1921–2010), Stadtrat, Schlossermeister (verliehen am 12. Juni 1980)
292. Karl-Heinz Hiersemann (1944–1998), MdL, Fraktionsvorsitzender (verliehen am 20. Juni 1985)
293. Joachim Hietzig (1919–2012), Konsul, Geschäftsführer (verliehen am 8. Juni 1970)
294. Hermann Hilber (1910–1979), Direktor der Kinder- und Poliklinik der Universität München (verliehen am 8. Juni 1978)
295. Dorothea Hildenbrand-Zierhut, Vorsitzende der Selbsthilfegruppe krebskranker Frauen Bad Kissingen (verliehen am 9. Juli 2009)
296. Gerhard Hildmann (1907–1992), Kirchenrat, ehem. MdS (verliehen am 9. Mai 1961)
297. Martin Hilti (1915–1997), liechtensteinischer Unternehmer und Nationalsozialist (verliehen 1976)
298. Erwin Himmelseher (1919–2012), Versicherungskaufmann und Sportmäzen (verliehen 1995)
299. Angelika Himmelstoß, Vorsitzende der Elternvereinigung der Fachoberschulen Bayern (verliehen am 14. März 2022)
300. Monika Himmighoffen, Deutsche Multiple Sklerose Gesellschaft (verliehen am 12. Juli 2017)
301. Claus Hipp (* 1938), Unternehmer (verliehen 1990)
302. Ernestine Hipper (* 1962), Szenenbildnerin und Kostümbildnerin (verliehen am 5. Juli 2023)
303. Marianne Hinterbrandner, ehemals erste weibliche Gauvorständin im Bayerischen Trachtenverband (verliehen am 14. März 2022)
304. Günter Erhard Hirsch (* 1943), Präsident des Bundesgerichtshofs (verliehen am 20. Juni 2001)
305. Peter Hirsch (1889–1978), akademischer Maler (verliehen 1972)
306. Claudia Höbartner (* 1977), Professorin an der Julius-Maximilians-Universität Würzburg (verliehen am 5. Juli 2023)
307. Ilse Hoecke-Lauermann (1940–2022), Vorsitzende des Stiftungsrates der Hoecke-Lauermann Stiftung Sonnenhaus (verliehen am 20. Juli 2011)
308. Michael Hoelscher, Leiter der Abteilung für Infektions- und Tropenmedizin am Klinikum der Universität München (verliehen am 14. März 2022)
309. Anton Hockelmann (1903–1972), Präsident der Handwerkskammer für Schwaben (verliehen am 3. Juli 1959)
310. Hermann Höcherl (1912–1989), Bundestagsabgeordneter und -minister (verliehen am 3. Juli 1959)
311. Maria Höfl-Riesch (* 1984), Skirennläuferin und dreifache Olympiasiegerin (verliehen am 14. März 2022)
312. Georg Höltl (1928–2016), Unternehmer (verliehen 1981)
313. Uli Hoeneß (* 1952), Fußballspieler und -manager (verliehen 2002, zurückgegeben im September 2014)
314. Reinhard Höpfl (* 1947), Physiker und ehem. Hochschulpräsident (verliehen am 22. Juli 2019)
315. Claudia Hoffmann, 2. Vorsitzende des deutsch-amerikanischen Freundeskreises Bayreuth, Mitbegründerin des „Internationalen Clubs für die Universität Bayreuth e. V.“ (verliehen am 13. Juli 2016)
316. Karl-Heinz Hoffmann, Bildhauer (verliehen am 5. Juli 2006)
317. Karl-Heinz Hoffmann (* 1939), Präsident der Bayerischen Akademie der Wissenschaften (verliehen am 13. Juli 2016)
318. Frank Hofmann (* 1949), Bundestagsabgeordneter (verliehen am 9. Juli 2009)
319. Franz Hofmann (* 1942), Pharmakologe (verliehen 2006)
320. Gustav Hofmann (1900–1982), Generaldirektor der Bayerischen Staatlichen Bibliotheken (verliehen am 3. Juli 1959)
321. Ingrid Hofmann, Unternehmerin (verliehen am 22. Juli 2019)
322. Michael Hofmann (* 1974), Landtagsabgeordneter (verliehen am 5. Juli 2023)
323. Karl Borromäus Hofmann, Generalvikar, Päpstlicher Hausprälat (verliehen am 9. Juni 1969)
324. Johanna Hofmeir, Gründerin und Leiterin Lichtblick Hasenbergl (verliehen am 27. Juni 2018)
325. Mechthild Hofner, Vorsitzende des Bayerischen Hebammen Landesverbandes (verliehen am 8. Juli 2021)
326. Ferdinand Hofstädter (* 1948), Ordinarius für Pathologie und Direktor des Instituts für Pathologie der Universität Regensburg (verliehen am 12. Juli 2004)
327. Alfons Hofstetter, Ordinarius für Urologie und Direktor der Urologischen Klinik und Poliklinik der Ludwig-Maximilians-Universität München (verliehen am 17. Juli 2003)
328. Werner Hohenberger (* 1948), ehemaliger Direktor der Chirurgischen Klinik am Universitätsklinikum Erlangen (verliehen am 12. Juli 2017)
329. Helmuth Hohenstatter  (* 1945), Gesamtbetriebsrat EADS (verliehen am 3. Juli 2013)
330. Monika Hohlmeier (* 1962), Bayerische Staatsministerin für Unterricht und Kultus, Landtagsabgeordnete (verliehen am 20. Juni 2001)
331. Alexandra Holland, Verlegerin und Herausgeberin der Augsburger Allgemeinen (verliehen am 13. Juli 2016)
332. Ellinor Holland (1928–2010), Verlegerin und Herausgeberin der Augsburger Allgemeinen
333. Günter Holland (1923–2006), Journalist und Verleger
334. Margret Hölle (1927–2023), Schriftstellerin und Rezitatorin (verliehen am 10. Oktober 2012)
335. Karl Höller (1907–1987), Präsident der Staatlichen Hochschule für Musik München (verliehen am 3. Juli 1959)
336. Waldram Hollfelder (1924–2017), Kirchenmusiker (verliehen am 7. Juli 1999)
337. Otto-Ernst Holthaus, Unternehmer (verliehen am 10. Oktober 2012)
338. Dietmar Holzapfel, Hotelbesitzer und Gastronom (verliehen am 14. März 2022)
339. Waldfride Holzapfel, Pflege Angehöriger seit 56 Jahren (verliehen am 27. Juni 2018)
340. Karl Holzamer (1906–2007), Intendant des ZDF (verliehen 1967)
341. Georg Holzbauer (1928–1991), CSU-Politiker, Bezirkstagspräsident
342. Ernst Holzinger (1901–1972), Oberlandesgerichtspräsident (verliehen am 3. Juli 1959)
343. Manfred Hölzlein (* 1942), Bezirkstagspräsident (verliehen am 5. Juli 2006)
344. Ulrike Holzgrabe (* 1956), (verliehen am 22. Juli 2019)
345. Fritz Hopf (1907–1999),  Ingenieur und Unternehmer(verliehen 1976)
346. Albrecht Hör, Geschäftsführer der Firma Hör Technologie GmbH (verliehen am 29. Juli 2010)
347. Christiane Hörbiger (1938–2022), Kammerschauspielerin (verliehen am 17. Dezember 2014)
348. Johann Horn, (verliehen am 5. Juli 2023)
349. Hans Hörner (1900–1960), Vizepräsident des Bayerischen Senats (verliehen am 3. Juli 1959)
350. Erich Hornsmann (1909–1999), Jurist, Sachbuchautor und Umweltschutzaktivist (verliehen 1972)
351. Doris Hrda („Nicki“, * 1966), Schlagersängerin und Komponistin (verliehen am 14. März 2022)
352. Jörg Hube (1943–2009), Schauspieler, Regisseur, Kabarettist (verliehen am 9. Juli 2009)
353. Benno Hubensteiner (1924–1985), Professor, Historiker (verliehen am 9. Juni 1969)
354. Edeltraud Huber, Stellvertretende Vorsitzende des Vereins Lebenshilfe Erding e. V. (verliehen am 20. Juni 2001)
355. Hans Georg Huber, Vorstandsvorsitzender von Huber Technologies AG, Berching (verliehen am 11. Juli 2007)
356. Josef Huber, Ministerialdirektor im Bayerischen Staatsministerium für Ernährung, Landwirtschaft und Forsten (verliehen am 29. Juli 2010)
357. Marcel Huber (* 1958), Bayerischer Staatsminister und Landtagsabgeordneter (verliehen am 17. Dezember 2014)
358. Michaela Huber, ehem. Generaloberin und Generalvikarin der Kongregation der Solanusschwestern (verliehen am 13. Juli 2016)
359. Sebastian Huber (1903–1973), Mitglied der Verfassunggebenden Landesversammlung 1946 und des Bayerischen Landtags von 1946 bis 1970 (verliehen am 3. Juli 1959)
360. Thomas Huber (* 1972), Landtagsabgeordneter (verliehen am 5. Juli 2023)
361. Wilfried Huber (1942–2017), Extraordinarius für Ökotoxikologie an der TU München (verliehen am 20. Juli 2011)
362. Johann Hübner († 2002), Altbürgermeister von Vorbach (verliehen am 4. Juli 1991)
363. Sepp Huf, Regierungsbaudirektor (verliehen am 3. Juli 1959)
364. Rolf Hüffer (* 1945), Präsident des Bayerischen Verwaltungsgerichtshofs (verliehen am 29. Juli 2010)
365. Florian Hufnagl (1948–2019), ltd. Sammlungsdirektor a. D., Kurator (verliehen am 13. Juli 2016)
366. Rolf Huisgen (1920–2020), Chemiker (verliehen 1982)
367. Melanie Huml (* 1975), Ministerin (verliehen am 22. Juli 2019)
368. Alois Hundhammer (1900–1974), Landtagsabgeordneter und Staatsminister (verliehen am 3. Juli 1959)
369. Lorenz Hüttner (* 1934), Prälat, Dompropst i. R. (verliehen am 5. Juli 2006)
370. Edda Huther (* 1940), Präsidentin des Bayerischen Verfassungsgerichtshofs und des Oberlandesgerichts München (verliehen am 17. Juli 2003)